# Modelo da propaganda
O modelo da propaganda é um modelo conceitual em economia política avançado por Edward S. Herman e Noam Chomsky para explicar como a propaganda e os vieses sistêmicos funcionam na mídia de massa corporativa. O modelo procura explicar como as populações são manipuladas e como o consentimento para políticas econômicas, sociais e políticas é "fabricado" na mente do público devido a essa propaganda. A teoria postula que a maneira pela qual a mídia corporativa é estruturada (por exemplo, através de publicidade, concentração de propriedade da mídia, compras governamentais) cria um conflito de interesses inerente que atua como propaganda para forças não democráticas.
Apresentado pela primeira vez em seu livro de 1988, Manufacturing Consent: The Political Economy of the Mass Media, o modelo de propaganda vê a mídia privada como empresas interessadas na venda de um produto — leitores e audiências — para outras empresas (anunciantes), e não em notícias de qualidade para o público. Descrevendo o "objetivo social" da mídia, Chomsky escreve: "... o estudo das instituições e como elas funcionam deve ser escrupulosamente ignorado, além dos elementos marginais ou de uma literatura acadêmica relativamente obscura". A teoria postula cinco classes gerais de "filtros" que determinam o tipo de notícia que é apresentada na mídia. Essas cinco classes são: propriedade do meio de imprensa, suas fontes de financiamento, suprimento de fonte, a blindagem ou artilharia crítica negativa (em inglês, a gíria flak) e anticomunismo ou "ideologia do medo".
Os três primeiros são geralmente considerados pelos autores como os mais importantes. Nas versões publicadas após os ataques de 11 de setembro nos Estados Unidos em 2001, Chomsky e Herman atualizaram o quinto pino para se referir à "Guerra ao Terror" e ao "antiterrorismo", que eles afirmam operar da mesma maneira.
Embora o modelo tenha sido baseado principalmente na mídia dos Estados Unidos, Chomsky e Herman acreditam que a teoria é igualmente aplicável a qualquer país que compartilhe a estrutura econômica básica e os princípios organizadores que o modelo postula como causa de vieses midiáticos. Sua avaliação foi confirmada por vários estudiosos e o papel de propaganda da mídia desde então foi confirmado empiricamente na Europa Ocidental e na América Latina.

## Filtros

### Propriedade
O tamanho e a necessidade de obter lucro das empresas de mídia dominantes criam um viés. Os autores apontam como, no início do século XIX, surgiu uma imprensa radical britânica que tratava das preocupações dos trabalhadores, mas impostos do selo excessivos, destinados a restringir a propriedade de jornais aos ricos 'respeitáveis', começaram a mudar a face da imprensa. No entanto, permaneceu um grau de diversidade. No pós-Segunda Guerra Mundial, na Grã-Bretanha, jornais radicais ou amigáveis aos trabalhadores, como o Daily Herald, News Chronicle, Sunday Citizen (todos desde então falharam ou foram absorvidos por outras publicações) e o Daily Mirror (pelo menos até o final da década de 1970) publicavam regularmente artigos questionando o sistema capitalista. Os autores afirmam que esses documentos radicais anteriores não eram limitados pela propriedade corporativa e, portanto, eram livres para criticar o sistema capitalista. 

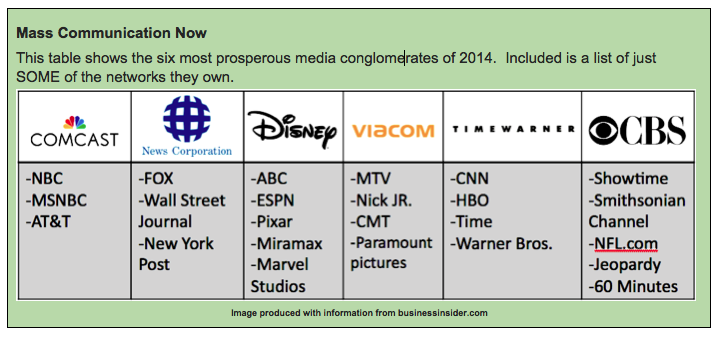
Uma tabela de seis grandes conglomerados de mídia dos EUA em 2014, incluindo algumas de suas subsidiárias.

Herman e Chomsky argumentam que, como os principais meios de comunicação são atualmente grandes empresas ou parte de conglomerados (por exemplo, Westinghouse ou General Electric), as informações apresentadas ao público serão tendenciosas em relação a esses interesses. Esses conglomerados frequentemente se estendem além dos campos da mídia tradicional e, portanto, têm interesses financeiros extensos que podem ser ameaçados quando determinadas informações são divulgadas. De acordo com esse raciocínio, as notícias que mais colocam em risco os interesses financeiros corporativos dos proprietários da mídia enfrentarão o maior preconceito e censura.
Conclui-se, então, que se para maximizar o lucro significa sacrificar a objetividade das notícias, as fontes de notícias que finalmente sobrevivem devem ser fundamentalmente tendenciosas com relação às notícias nas quais elas têm um conflito de interesses.

### Publicidade
O segundo filtro do modelo de propaganda é o financiamento gerado por meio da publicidade. A maioria dos jornais precisa atrair publicidade para cobrir os custos de produção; sem ela, teriam que aumentar o preço do jornal. Existe uma concorrência acirrada em toda a mídia para atrair anunciantes; um jornal que recebe menos publicidade do que seus concorrentes está em séria desvantagem. A falta de sucesso no aumento da receita publicitária foi outro fator no fim dos "jornais populares" dos séculos XIX e XX.
O produto é composto pelos leitores afluentes que compram o jornal—que também compõem o setor de tomada de decisões educado da população—enquanto a clientela real atendida pelo jornal inclui as empresas que pagam para anunciar seus produtos. De acordo com esse filtro, as notícias são "enchimento" para fazer com que os leitores privilegiados vejam os anúncios que compõem o conteúdo e, portanto, tomem a forma que for mais adequada para atrair os instruídos do setor de tomada de decisões. Argumenta-se que histórias que conflitam com seu "humor de compra" tendem a ser marginalizadas ou excluídas, juntamente com informações que apresentam uma imagem do mundo que colide com os interesses dos anunciantes. A teoria argumenta que as pessoas que compram o jornal são o produto vendido às empresas que compram espaço publicitário; as notícias têm apenas um papel marginal como produto.

### Flak
O quarto filtro é o 'flak' (que não deve ser confundido com flack, o que significa promotores ou agentes de publicidade), descrito por Herman e Chomsky como 'respostas negativas a uma declaração da mídia ou programa de TV ou rádio. Pode assumir a forma de cartas, telegramas, telefonemas, petições, ações judiciais, discursos e projetos de lei perante o Congresso e outros modos de reclamação, ameaça e ação punitiva'. As organizações empresariais se reúnem regularmente para formar baterias de críticas negativas. Um exemplo é a Global Climate Coalition (GCC), com sede nos EUA, que inclui empresas de combustíveis fósseis e automóveis, como Exxon, Texaco e Ford. O GCC foi fundado pela Burson-Marsteller, uma das maiores empresas de relações públicas do mundo, para atacar a credibilidade dos cientistas climáticos e 'histórias assustadoras' sobre o aquecimento global.
Para Chomsky e Herman, "flak" se refere a respostas negativas a uma declaração ou programa da mídia. O termo "flak" foi usado para descrever o que Chomsky e Herman vêem como esforços para desacreditar organizações ou indivíduos que discordam ou colocam dúvidas sobre as suposições prevalecentes que Chomsky e Herman vêem como favoráveis ao poder estabelecido (por exemplo, "O Establishment") . Diferentemente dos três primeiros mecanismos de "filtragem" - que são derivados da análise de mecanismos de mercado - o flak é caracterizado por esforços conjuntos para gerenciar informações públicas.

### Anticomunismo e medo
O quinto e último filtro de notícias que Herman e Chomsky identificaram era "anticomunismo". Manufacturing Consent foi escrito durante a Guerra Fria. Chomsky atualizou o modelo como "medo", frequentemente como "o inimigo" ou "ditador do mal", como o coronel Gaddafi, Paul Biya, Saddam Hussein, Slobodan Milosevic ou Vladimir Putin. Isso é exemplificado nas manchetes dos tabloides britânicos de 'Smash Saddam!' e 'Clobba Slobba!'. Diz-se que o mesmo se estenda ao relatório convencional de ambientalistas como 'ecoterroristas'. The Sunday Times publicou uma série de artigos em 1999 acusando ativistas do grupo não violento de ação direta Reclaim The Streets de estocar gás e armas de choque.
As anti-ideologias exploram o medo e o ódio público de grupos que representam uma ameaça potencial, real, exagerada ou imaginada. O comunismo já representou a principal ameaça de acordo com o modelo. O comunismo e o socialismo foram retratados por seus detratores como liberdades de discurso ameaçadoras, o movimento, a imprensa e assim por diante. Eles argumentam que esse retrato era frequentemente usado como um meio de silenciar vozes críticas aos interesses da elite. Chomsky argumenta que desde o final da Guerra Fria (1991), o anticomunismo foi substituído pela "Guerra ao Terror", como o principal mecanismo de controle social: "O anticomunismo retrocedeu como um fator ideológico na mídia ocidental, mas não está morto... A 'guerra ao terror' forneceu um substituto útil para a ameaça soviética". Após os eventos de 11 de setembro de 2001, alguns estudiosos concordam que a islamofobia está substituindo o anticomunismo como uma nova fonte de medo do público.

## Exemplos de casos
Seguindo a exposição teórica do modelo da propaganda, o Fabricação do Consentimento contém uma grande seção em que os autores buscam testar suas hipóteses. Se o modelo de propaganda estiver correto e os filtros influenciarem o conteúdo da mídia, seria esperada uma forma específica de viés - uma que sistematicamente favorece os interesses corporativos.
Eles também analisaram o que percebiam como "grupos de controle históricos" naturais onde dois eventos, semelhantes em suas propriedades, mas diferentes na atitude esperada da mídia em relação a eles, são contrastados usando medidas objetivas, como a cobertura de eventos importantes (medida em polegadas da coluna) ou editoriais favorecendo uma questão específica (medidos em número).

### Cobertura de países "inimigos"
[As pesquisas] mostram que todos os partidos de oposição na Nicarágua combinados tiveram o apoio de apenas 9% da população, mas eles têm 100% de Stephen Kinzer.

—Noam Chomsky
 Exemplos de preconceitos dados pelos autores incluem o fracasso da mídia em questionar a legalidade da Guerra do Vietnã, enquanto enfatizou enormemente a Guerra Soviético-Afegã como um ato de agressão.
Outros preconceitos incluem uma propensão a enfatizar atos violentos, como o genocídio mais em países inimigos ou hostis, como o Kosovo, enquanto ignora um maior genocídio em países aliados, como a ocupação indonésia de Timor-Leste. Diz-se também que esse viés existe nas eleições estrangeiras, dando cobertura favorável da mídia a eleições fraudulentas em países aliados como El Salvador e Guatemala, enquanto cobertura desfavorável é concedida a eleições legítimas em países inimigos como a Nicarágua.

Um estudo descobriu que, antes da Guerra do Iraque, a maioria das fontes era predominantemente a favor da invasão.

Chomsky também afirma que a mídia cobriu com precisão eventos como a Batalha de Fallujah, mas por causa de um viés ideológico, ela atuou como propaganda pró-governo. Ao descrever a cobertura do ataque ao Hospital Geral de Fallujah, ele afirmou que o New York Times "registrou com precisão a batalha de Fallujah, mas foi comemorada ... foi uma celebração dos crimes de guerra em andamento". O artigo em questão era "Early Target of Offensive Is a Hospital".

### Escândalos de vazamentos
Os autores apontam para preconceitos baseados apenas em relatar escândalos que beneficiam uma seção de poder, enquanto ignoram escândalos que ferem os impotentes. O maior exemplo disso foi como a mídia dos EUA cobriu bastante o Escândalo Watergate, mas ignorou as exposições do COINTELPRO. Enquanto a invasão do Watergate foi uma ameaça política para pessoas poderosas (democratas), o COINTELPRO prejudicou cidadãos comuns e chegou ao ponto de assassinato político. Outros exemplos incluem a cobertura do caso Irã–Contras, concentrando-se apenas em pessoas no poder, como Oliver North, mas omitindo a cobertura dos civis mortos na Nicarágua como resultado da ajuda aos contras.
Em uma entrevista de 2010, Chomsky comparou a cobertura da mídia do Diário de Guerra do Afeganistão divulgada pelo WikiLeaks e a falta de cobertura da mídia a um estudo de graves problemas de saúde em Fallujah. Embora houvesse ampla cobertura do WikiLeaks, não havia cobertura americana do estudo de Fallujah, no qual a situação de saúde em Fallujah foi descrita pela mídia britânica como "pior que Hiroshima".

## Aplicações
Desde a publicação de Fabricação do Consentimento, Herman e Chomsky adotaram a teoria e lhe deram um papel de destaque em seus escritos, palestras e marcos teóricos. Chomsky fez uso extensivo de seu poder explicativo para apoiar suas interpretações das atitudes da mídia em relação a uma ampla variedade de eventos, incluindo os seguintes:
- Guerra do Golfo (1990), o fracasso da mídia em relatar as ofertas de paz de Saddam.[19]
- Invasão do Iraque (2003), o fracasso da mídia em relatar a legalidade da guerra[20] apesar da esmagadora opinião pública em favor de invadir o Iraque apenas com autorização da ONU.[21][22] De acordo com o grupo de fiscalização liberal Fairness and Accuracy In Reporting, havia um foco desproporcional nas fontes pró-guerra, enquanto o total de fontes antiguerra representava apenas 10% da mídia (com apenas 3% das fontes americanas sendo anti-guerra).[23]
- Aquecimento global, a mídia concede um equilíbrio quase igual às pessoas que negam as mudanças climáticas[24] apesar de apenas "cerca de um por cento" dos cientistas climáticos adotarem essa visão.[25] Chomsky comentou que existem "três lados" na mudança climática (negadores, aqueles que seguem o consenso científico e pessoas que pensam que o consenso subestima a ameaça do aquecimento global), mas ao estruturar o debate, a mídia geralmente ignora as pessoas que dizem que o consenso científico é indevidamente otimista.[26]

## Recepção
Nas raras ocasiões em que o modelo da propaganda é discutido na grande mídia, geralmente há uma grande reação. Em 1988, quando Chomsky foi entrevistado por Bill Moyers, havia 1.000 cartas em resposta, uma das maiores reações escritas na história do programa. Quando ele foi entrevistado pela TV Ontario, o programa gerou 31.321 chamadas, um novo recorde para a emissora. Em 1996, quando Chomsky foi entrevistado por Andrew Marr, o produtor comentou que a resposta foi "surpreendente". Ele comentou que "[a] reação do público foi surpreendente ... Eu nunca trabalhei em um programa que provocou tantas cartas e telefonemas".
Em maio de 2007, Chomsky e Herman conversaram na Universidade de Windsor, no Canadá, resumindo os desenvolvimentos e respondendo às críticas relacionadas ao modelo. Ambos os autores afirmaram que acham que o modelo de propaganda ainda é aplicável (Herman disse que ainda mais do que quando foi introduzido), embora tenham sugerido algumas áreas em que acreditam que ele não é suficiente e precisa ser ampliado à luz dos desenvolvimentos recentes.
Chomsky insistiu que, embora o papel de propaganda da mídia "seja intensificado pela propriedade e pela publicidade", o problema está principalmente nos "compromissos ideológico-doutrinários que fazem parte da vida intelectual" ou na cultura intelectual das pessoas no poder. Ele compara a mídia com a literatura acadêmica que, segundo ele, tem os mesmos problemas, mesmo sem as restrições do modelo da propaganda.
Na palestra de Windsor, Chomsky apontou que Edward S. Herman era o principal responsável pela criação da teoria, embora Chomsky a apoiasse. Segundo Chomsky, ele insistiu que o nome de Herman aparecesse primeiro na capa do Consentimento de Manufatura por causa de seu papel principal na pesquisa e desenvolvimento da teoria.

### Grupos de pressão americanos
Com o surgimento da Internet como um meio de comunicação barato e potencialmente abrangente, surgiram vários sites independentes que adotam o modelo da propaganda para submeter a mídia a um exame minucioso. Exemplos desses são: Free Press e FAIR.

### Estudo da Harvard sobre tortura na mídia
Do início da década de 1930 até ... 2004, os jornais que cobriram sobre afogamento simulado (waterboarding) quase uniformemente chamaram a prática de tortura ou sugeriram que ela era tortura: The New York Times a caracterizou assim em 81,5% (44 de 54) de artigos sobre o assunto e o "Los Angeles Times" o fez em 96,3% dos artigos (26 de 27). Por outro lado, de 2002 a 2008, os jornais estudados quase nunca se referiram ao waterboarding como tortura.

—Desai et al.
 Em abril de 2010, um estudo realizado pela Harvard Kennedy School mostrou que meios de comunicação como o New York Times e o Los Angeles Times deixaram de usar o termo "tortura" para o waterboarding quando o governo dos EUA o cometia, de 2002 a 2008. Ele também observou que a imprensa "tem muito mais probabilidade de chamar o waterboarding de tortura se um país que não os Estados Unidos for o autor". O estudo foi semelhante aos estudos de mídia realizados no Fabricação do Consentimento para tópicos tais como comparar como o termo "genocídio" é usado na mídia quando se refere a países aliados e inimigos.
Glenn Greenwald, em resposta, disse que "não precisamos de uma mídia estatal porque nossos meios de comunicação se voluntariam para a tarefa..." e comentou que a mídia costuma atuar como propaganda para o governo sem coerção.

### Estudos de mídia fora dos Estados Unidos
Chomsky comentou no "ChomskyChat Forum" sobre a aplicabilidade do Modelo da Propaganda ao ambiente de mídia de outros países: 
 Isso raramente foi feito de maneira sistemática. Há trabalhos na mídia britânica, por uma boa universidade de Glasgow. E um trabalho interessante sobre a cobertura britânica da América Central de Mark Curtis em seu livro Ambiguities of Power. Há trabalhos sobre a França, feitos principalmente na Bélgica, e também um livro recente de Serge Halimi (editor do Le Monde diplomatique). Há um estudo muito cuidadoso realizado por um estudante de graduação holandês, aplicando os métodos que Ed Herman usou no estudo da reação da mídia americana às eleições (El Salvador, Nicarágua) em 14 grandes jornais europeus. ... Resultados interessantes. Discuti um pouco (juntamente com alguns outros) em uma nota de rodapé no capítulo 5 do meu livro "Deterring Democracy", se ocorrer de você tê-lo por aí. 
 Por mais de uma década, um site britânico Media Lens examinou suas emissoras domésticas e a imprensa liberal. Suas críticas são apresentadas nos livros Guardians of Power (2006) e Newspeak in the 21st Century (2009).
Estudos também expandiram o modelo de propaganda para examinar a mídia na República Popular da China e a produção de filmes em Hollywood.

#### News of the World
Em julho de 2011, o jornalista Paul Mason, que trabalhava para a BBC, apontou que o escândalo de hackers por telefone da News International lançou luz sobre vínculos estreitos entre a imprensa e os políticos. No entanto, ele argumentou que o fechamento do jornal de circulação em massa News of the World, que ocorreu após o escândalo, se conformava apenas parcialmente ao modelo da propaganda. Ele chamou a atenção para o papel da mídia social, dizendo que "as grandes empresas puxaram sua publicidade" por causa da "escala da resposta da mídia social" (uma resposta que era principalmente relacionada às revelações de Milly Dowler, embora Mason não vá a esse nível de detalhe).

Mason elogiou o The Guardian por ter dito a verdade sobre os hackers, mas expressou dúvidas sobre a viabilidade do jornal. 
 Uma parte da doutrina de Chomsky foi comprovada por exceção. Ele afirmou que os jornais que diziam a verdade não podiam ganhar dinheiro. O The Guardian... está de fato queimando dinheiro e pode ficar sem ele daqui a três anos. 

## Crítica

### The Anti-Chomsky Reader
Eli Lehrer, do American Enterprise Institute, criticou a teoria no The Anti-Chomsky Reader. Segundo Lehrer, o fato de jornais como The New York Times e The Wall Street Journal terem discordâncias é evidência de que a mídia não é uma entidade monolítica. Lehrer também acredita que a mídia não pode ter um viés corporativo porque relata e expõe a corrupção corporativa. Lehrer afirma que o modelo equivale a uma concepção marxista de falsa consciência de direita.
Herman e Chomsky afirmaram que a mídia "não é um monólito sólido", mas que representa um debate entre interesses poderosos, ignorando perspectivas que desafiam as "premissas fundamentais" de todos esses interesses. Por exemplo, durante a Guerra do Vietnã houve divergências entre a mídia sobre táticas, mas a questão mais ampla da legalidade e legitimidade da guerra foi ignorada (consulte Cobertura de países "inimigos" ). Além disso, Chomsky disse que, embora a mídia seja contra a corrupção, não é contra a sociedade que legalmente empodera interesses corporativos, o que é um reflexo dos poderosos interesses que o modelo preveria. Os autores também disseram que o modelo não busca abordar "os efeitos da mídia sobre o público", que podem ser ineficazes para moldar a opinião pública. Edward Herman disse que "os críticos falharam em compreender que o modelo da propaganda é sobre como o trabalho da mídia funciona, e não sobre quão eficazes os meios são".

### Inroads: A Journal of Opinion
Gareth Morley argumenta em um artigo no Inroads: A Journal of Opinion que a cobertura generalizada dos maus tratos israelenses a manifestantes, em comparação com a pouca cobertura de eventos semelhantes (ou muito piores) na África subsaariana é pobremente explicada. Chomsky respondeu que, ao testar um modelo, os exemplos devem ser cuidadosamente pareados para controlar motivos de discrepâncias não relacionadas ao viés político. Por exemplo, a cobertura geral das duas áreas comparadas deve ser semelhante. Nesse caso, segundo Chomsky, elas não são: as notícias de Israel (de qualquer forma) são muito mais comuns do que as notícias da África subsaariana.  

### Revisão doNew York Times
Ao escrever para o New York Times, o historiador Walter LaFeber criticou o livro Manufacturing Consent por exagerar a sua hipótese, em particular no que diz respeito à reportagem sobre a Nicarágua e por não explicar adequadamente como um poderoso sistema de propaganda permitiria bloquear a ajuda militar aos rebeldes contras. Herman respondeu em uma carta afirmando que o sistema não era "todo poderoso" e que LaFeber não abordou seu ponto principal em relação à Nicarágua. LaFeber respondeu que: 
 Herman quer ter as duas coisas: afirmar que os principais jornais americanos "mobilizam vieses", mas se opõe quando cito exemplos cruciais que enfraquecem a tese do livro. Se os meios de comunicação são tão desqualificadamente ruins, o livro deve pelo menos explicar por que tantas publicações (inclusive a minha) podem citar suas histórias para atacar a política da América Central do presidente Reagan. 
 Chomsky responde à resposta de LaFeber em Necessary Illusions: 
 Além disso, um modelo da propaganda não se enfraquece com a descoberta de que, com uma leitura cuidadosa e crítica, material pode ser desenterrado na mídia que poderia ser usado por aqueles que questionavam a "política centro-americana do presidente Reagan" com base em princípios, opondo-se não aos seus fracassos, mas a seus sucessos: a quase destruição da Nicarágua e o embotamento das forças populares que ameaçavam levar democracia e reforma social a El Salvador, entre outras realizações. 

### Vídeos online
- Manufacturing Consent, The Propaganda Model, 1992
- "Noam Chomsky - The Political Economy of the Mass Media - Part 1"
- "The Myth of the Liberal Media: The Propaganda Model of News"
- Chomsky "Media" interview by Andrew Marr, The Big Idea, 1996
- Noam Chomsky in conversation with Jonathan Freedland. British Library exhibition:  Propaganda, Power and Persuasion. March 19, 2003.
- Noam Chomsky: The 5 Filters of the Mass Media Machine